# 江格·巴哈都爾·拉納

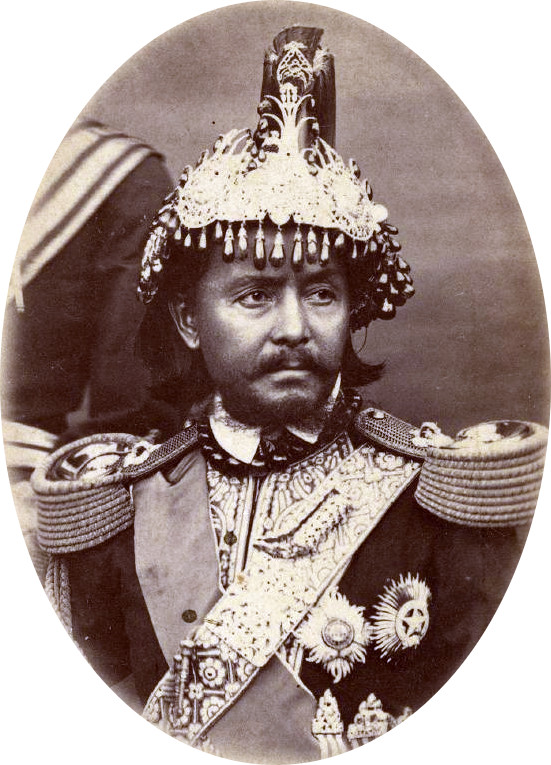
江格·巴哈都爾·拉納

江格·巴哈都爾·拉納（1816年6月18日—1877年2月25日），原名江格·巴哈都尔·昆瓦尔，尼泊尔拉其普特人，为沙阿王朝时期的一位重要的政治、军事人物。中国史料称他为藏格巴都尔。
他于1846年成为尼泊尔首相，将亲信部下安插到尼泊尔各个部门中，沙阿王朝国王形同傀儡，开创了首相世家——拉纳王朝的先河。
江格是个坚定的印度教徒，执政期间，将尼泊尔变成了一个真正的印度教国家。他不赞成佛教与尼瓦尔人的文化，把佛教僧侣的成长和他们的活动是一个威胁，指责他们破坏种姓制度。尼泊尔的僧侣或是遭到骚扰和监禁，或是被驱逐到国外。此外，他曾于1855年发动战争，攻打西藏，后与清廷和解。同治年间，被清廷册封为王爵。